# Dobromir Zhechev
Dobromir Georgiev Zhechev (bulgare : Добромир Георгиев Жечев), né le 12 novembre 1942 à Sofia en Bulgarie, est un ancien joueur, et entraîneur de football bulgare.